# Rue Lautard
La rue Lautard est une voie marseillaise située dans le 3e arrondissement de Marseille. 

## Situation et accès
Située dans le quartier de la Belle de Mai elle commence rue de la Belle-de-Mai, à quelques encablures du boulevard National qu'elle longe sur toute sa longueur, et se termine rue Jean-Cristofol. Elle est exclusivement résidentielle.

## Origine du nom
La rue doit son nom à Jean-Baptiste Lautard (1768-1855), médecin français et secrétaire perpétuel de l’Académie de Marseille de 1816 à 1855.